# Hansen Spur
L'Hansen Spur, (in lingua inglese: Sperone Hansen), è uno sperone roccioso antartico, lungo 15 km, che scende dal fianco nordoccidentale del Nilsen Plateau e termina all'estremità del Ghiacciaio Amundsen appena est dell'Olsen Crags, nei Monti della Regina Maud, in Antartide. 
Lo sperone è stato mappato dall'United States Geological Survey (USGS) sulla base di rilevazioni e foto aeree scattate dalla U.S. Navy nel periodo 1960-64.
La denominazione è stata assegnata dall'Advisory Committee on Antarctic Names (US-ACAN) in onore di Ludvig Hansen (1871-1955), membro dell'equipaggio della Fram, la nave della spedizione antartica del 1910-12 dell'esploratore polare norvegese Roald Amundsen. La denominazione preserva lo spirito della designazione fatta nel 1911 da Amundsen per denominare il Mount L. Hansen, nome assegnato a una monatgna non identificata di quest'area.
Il Ghiacciaio Blackwall fluisce in direzione nordovest lungo il fianco nordorientale dell'Hansen Spur, per andare a confluire nel Ghiacciaio Amundsen. 